# Patisiran
Patisiran es un fármaco aprobado por la FDA el 10 de agosto de 2018 para tratar la polineuropatía causada por la enfermedad amiloidosis hereditaria por transtiretina. El fármaco fue desarrollado por la compañía Alnylam, de Cambridge, Massachusetts. Aunque la compañía inició operaciones en 2002, el fármaco fue descubierto en 1998. Se ha descrito como pequeño ARN interferente encapsulado dentro de nanopartículas lipídicas.

## Indicación
El Patisiran pertenece a una nueva categoría de agentes y fue aprobado como la primera terapia cimentada en el ARN interferente (ARNi), una técnica desarrollada para silenciar genes específicos relacionados con la amiloidosis hereditaria por transtiretina. Una rara condición causada por el depósito sustancia amiloide, un material proteináceo insoluble que puede afectar el funcionamiento cardíaco y los nervios, pero otros órganos pueden estar afectados. De hecho, en 2018 se llevó a cabo el estudio del patisiran en pacientes amiloidosis hereditaria por transtiretina y polineuropatía. En este estudio, denominado APOLLO, se demostró que el Patisiran mejora tanto la polineuropatía, como la calidad de vida y los síntomas neurovegetativos en los pacientes a quienes se aplicaron el fármaco.
Tras su aprobación, el fármaco también recibió la designación de medicamento huérfano, que brinda incentivos para ayudar y fomentar el desarrollo de medicamentos para enfermedades raras. El código ATC, ya aceptado, será implementado en 2019.[actualizar]

## Uso en embarazo y lactancia
Embarazo
Aunque solo hay datos preliminares,[actualizar], la realidad es que no hay datos sobre el uso de patisiran en hembras humanas embarazadas. Los estudios en animales son insuficientes con respecto a la toxicidad reproductiva. Sin embargo, se sabe que el patisiran reduce los niveles séricos de vitamina A. Tanto los niveles demasiado altos como los demasiado bajos de esta vitamina pueden estar asociados con un mayor riesgo de malformación fetal. Por lo tanto, se debe excluir el embarazo antes de iniciar el tratamiento y las mujeres en edad fértil deben usar métodos anticonceptivos efectivos.
Lactancia
Hasta este momento se desconoce si el compuesto se excreta en la leche humana. Los datos toxicológicos disponibles en animales han demostrado la excreción de pequeñas cantidades de componentes lipídicos en la leche materna. Debe tomarse una decisión sobre si interrumpir la lactancia o suspender o abstenerse de uso del agente, teniendo en cuenta el beneficio de la lactancia para el niño y el beneficio de la terapia para la mujer.
El uso solo está aprobado para adultos.